# Massif du Lovozero

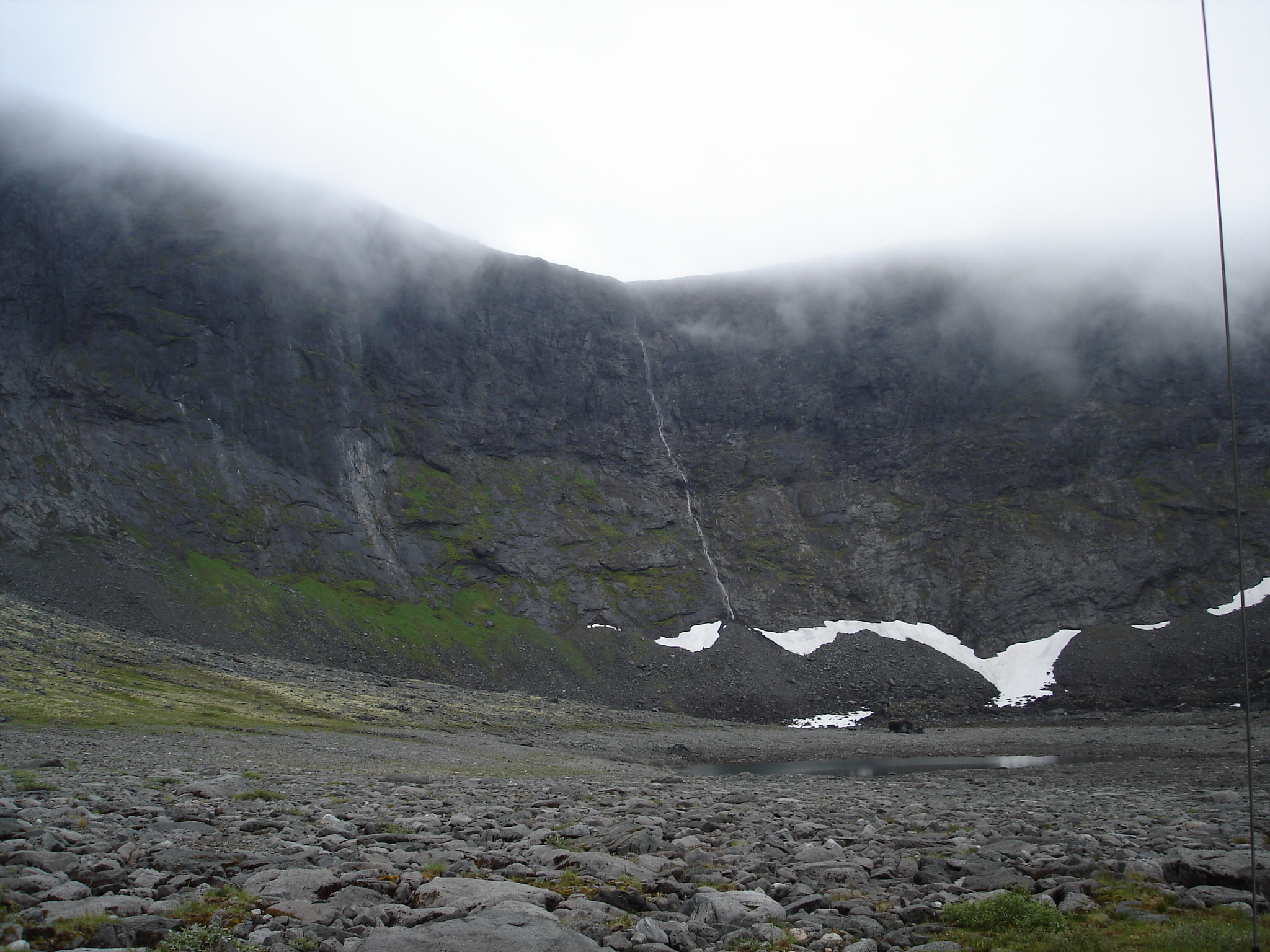
Un des cirques Raslaka.

Le massif du Lovozero ou toundras du Lovozero (en russe : Ловозёрские тундры, Lovoziorskie toundry) est le nom donné à un massif montagneux situé au centre de la péninsule de Kola, en Russie, entre les lacs Oumbozero à l'ouest et Lovozero à l'est.
En forme de fer à cheval entourant le lac Seïdozero, il est constitué par une succession de montagnes pittoresques dont les pentes sont principalement recouvertes d'épicéas et de pins. Le point culminant est le mont Angvoundastchorr à 1 120 m. Des gisements d'eudialyte s'y trouvent.
La région est peuplée par les Samis et beaucoup de toponymes ont une origine same.

## Géographie

### Topographie
Ce massif comprend deux chaînons montagneux : celui de l'Allouaïv (comprenant également le mont Parguaïv, 1 149 m) et celui de l'Angvoundastchorr (avec une altitude de 1 120 m), et il est traversé de plusieurs cols : le col Elmoraïok, le col de Kouftouaï et le col de Tchivrouay-Ladv.

### Géologie
Ce massif recouvre un complexe de « roches agpaïtiques », riches en eudialyte, en loparite (un minerai riche en niobium et tantale), en silicate de sodium anhydre etc. On a trouvé pas moins de 105 minéraux différents dans la région, dont 39 y ont été découverts (site de référence). Les seules régions aussi riches sur le plan géologique et minéralogique sont le massif des Khibiny, à l'ouest du lac Oumbozero, les roches intrusives d'Ilimaussaq au sud-ouest du Groenland et le mont Saint-Hilaire dans l'Est-canadien (Montérégie).

## Tourisme
On peut s'y rendre assez facilement par le train. L'hiver, on peut passer par le massif des Khibiny en traversant la banquise du lac Oumbozero ; l'été, la toundra est accessible par des chemins de montagne.